# بخش البی
بخش البی (به فرانسوی: Arrondissement d'Albi) یک بخش در فرانسه است که در تارن واقع شده‌است.